# 小行星18548
小行星18548（18548 Christoffel）是一颗绕太阳运转的小行星，为主小行星带小行星。该小行星于1997年1月10日发现。

## 轨道参数
小行星18548的轨道半长轴为2.5778308 UA，离心率为0.040。